# Campeonato Brasileño de Fútbol Serie B 2020
El Campeonato Brasileño de Serie B 2020, oficialmente Brasileirão Serie B Chevrolet 2020 por motivos de patrocinio, es una competición de fútbol que se desarrolla en Brasil en el marco de la segunda división.
Inicialmente programado para comenzar en mayo, la competición pospuso debido a la pandemia de COVID-19. Tuvo inicio el 7 de agosto de 2020 y finalizó el 29 de enero de 2021.
El club Chapecoense  resultó campeón de esta edición, obteniendo así su primer título del torneo y el ascenso a la Serie A 2021.

## Sistema de juego
Por diecisiete años consecutivos, la Serie B es disputada por 20 clubes en partidos de ida y vuelta por puntos. En cada ronda, los equipos juegan entre sí una vez. Los encuentros de la segunda ronda se llevan a cabo en el mismo orden que en la primera, con la localía invertida. Es declarado campeón aquel equipo que obtiene más puntos después de 38 jornadas. Al final, los cuatro mejores equipos ascienden a la Serie A 2021, al igual que los últimos cuatro descienden a la Serie C 2021 y el campeón entrará directamente en la tercera fase de la Copa de Brasil 2021.

### Criterios de desempate
En caso de que haya dos o más equipos empatados en puntos, los criterios de desempate son:
1. Mayor número de partidos ganados.
2. Mejor diferencia de gol.
3. Mayor número de goles a favor.
4. Resultado del partido jugado entre los equipos.
5. Menor número de tarjetas rojas recibidas.
6. Menor número de tarjetas amarillas recibidas.
7. Sorteo.

## Relevos
| Pos. | Descendidos en la Serie A 2019 |
| ---- | ------------------------------ |
| 17.º | Cruzeiro                       |
| 18.º | CSA                            |
| 19.º | Chapecoense                    |
| 20.º | Avaí                           |

| Pos. | Ascendidos de la Serie C 2019 |
| ---- | ----------------------------- |
| 1.º  | Náutico                       |
| 2.º  | Sampaio Corrêa                |
| 3.º  | Juventude                     |
| 4.º  | Confiança                     |

## Datos
| Equipo                     | Ciudad         | Estado             | Estadio                            | Capacidad | Posición 2019 |
| -------------------------- | -------------- | ------------------ | ---------------------------------- | --------- | ------------- |
| América Mineiro            | Belo Horizonte | Minas Gerais       | Estadio Independencia              | 23.018    | 5.º Serie B   |
| Avaí                       | Florianópolis  | Santa Catarina     | Estadio de la Ressacada            | 18 000    | 20.º Serie A  |
| Botafogo de Ribeirão Preto | Ribeirão Preto | São Paulo          | Estadio Santa Cruz                 | 29.292    | 9.º Serie B   |
| Brasil de Pelotas          | Pelotas        | Río Grande del Sur | Estadio Bento Freitas              | 18.000    | 14.º Serie B  |
| Chapecoense                | Chapecó        | Santa Catarina     | Arena Condá                        | 20 089    | 19.º Serie A  |
| Confiança                  | Aracaju        | Sergipe            | Estadio Estadual Lourival Baptista | 15 586    | 4.º Serie C   |
| CRB                        | Maceió         | Alagoas            | Estadio Rei Pelé                   | 17.126    | 7.º Serie B   |
| Cruzeiro                   | Belo Horizonte | Minas Gerais       | Mineirão                           | 62 000    | 17.º Serie A  |
| CSA                        | Maceió         | Alagoas            | Estadio Rei Pelé                   | 17.126    | 18.º Serie A  |
| Cuiabá                     | Cuiabá         | Mato Grosso        | Arena Pantanal                     | 44.000    | 8.º Serie B   |
| Figueirense                | Florianópolis  | Santa Catarina     | Estadio Orlando Scarpelli          | 19.584    | 16.º Serie B  |
| Guaraní                    | Campinas       | São Paulo          | Estadio Brinco de Ouro da Princesa | 29.130    | 13.º Serie B  |
| Juventude                  | Caxias do Sul  | Río Grande del Sur | Estadio Alfredo Jaconi             | 19 924    | 3.º Serie C   |
| Náutico                    | Recife         | Pernambuco         | Estadio dos Aflitos                | 22 856    | 1.º Serie C   |
| Oeste                      | Barueri        | São Paulo          | Arena Barueri                      | 31.452    | 15.º Serie B  |
| Operário Ferroviário       | Ponta Grossa   | Paraná             | Estadio Germano Kruger             | 8.800     | 10.º Serie B  |
| Paraná Clube               | Curitiba       | Paraná             | Estadio Durival de Britto e Silva  | 20.083    | 6.º Serie B   |
| Ponte Preta                | Campinas       | São Paulo          | Estadio Moisés Lucarelli           | 19.728    | 11.º Serie B  |
| Sampaio Corrêa             | São Luís       | Maranhão           | Estadio Governador João Castelo    | 40 149    | 2.º Serie C   |
| Vitória                    | Salvador       | Bahía              | Estadio Manoel Barradas            | 34.535    | 12.º Serie B  |

### Clubes por estado
| N | Estado             | Clubes                                   |
| - | ------------------ | ---------------------------------------- |
| 4 | São Paulo          | Botafogo-SP, Guaraní, Oeste, Ponte Preta |
| 3 | Santa Catarina     | Avaí, Chapecoense, Figueirense           |
| 2 | Alagoas            | CRB, CSA                                 |
| 2 | Minas Gerais       | América Mineiro, Cruzeiro                |
| 2 | Paraná             | Operário Ferroviário, Paraná             |
| 2 | Río Grande del Sur | Brasil de Pelotas, Juventude             |
| 1 | Bahía              | Vitória                                  |
| 1 | Maranhão           | Sampaio Corrêa                           |
| 1 | Mato Grosso        | Cuiabá                                   |
| 1 | Pernambuco         | Náutico                                  |
| 1 | Sergipe            | Confiança                                |

### Entrenadores
| Listado de entrenadores    | Listado de entrenadores |
| Equipo                     | Entrenador              |
| -------------------------- | ----------------------- |
| América Mineiro            | Lisca                   |
| Avaí                       | Geninho                 |
| Avaí                       | Claudinei Oliveira      |
| Botafogo de Ribeirão Preto | Claudinei Oliveira      |
| Botafogo de Ribeirão Preto | Moacir Júnior           |
| Brasil de Pelotas          | Hemerson Maria          |
| Brasil de Pelotas          | Cláudio Tencati         |
| Chapecoense                | Umberto Louzer          |
| Confiança                  | Matheus Costa           |
| Confiança                  | Daniel Paulista         |
| CRB                        | Marcelo Cabo            |
| CRB                        | Ramon Menezes           |
| CRB                        | Roberto Fernandes       |
| Cruzeiro                   | Enderson Moreira        |
| Cruzeiro                   | Ney Franco              |
| Cruzeiro                   | Luiz Felipe Scolari     |
| CSA                        | Eduardo Baptista        |
| CSA                        | Argel Fucks             |
| CSA                        | Mozart                  |
| Cuiabá                     | Marcelo Chamusca        |
| Cuiabá                     | Allan Aal               |
| Figueirense                | Márcio Coelho           |
| Figueirense                | Elano                   |
| Figueirense                | Jorginho                |
| Guaraní                    | Thiago Carpini          |
| Guaraní                    | Ricardo Catalá          |
| Guaraní                    | Felipe Conceição        |
| Juventude                  | Pintado                 |
| Náutico                    | Gilmar Dal Pozzo        |
| Náutico                    | Gilson Kleina           |
| Náutico                    | Hélio dos Anjos         |
| Oeste                      | Renan Freitas           |
| Oeste                      | Thiago Carpini          |
| Oeste                      | Roberto Cavalo          |
| Operário de Ponta Grossa   | Gerson Gusmão           |
| Operário de Ponta Grossa   | Matheus Costa           |
| Paraná                     | Allan Aal               |
| Paraná                     | Rogério Micale          |
| Ponte Preta                | João Brigatti           |
| Ponte Preta                | Marcelo Oliveira        |
| Ponte Preta                | Fábio Moreno            |
| Sampaio Corrêa             | Léo Condé               |
| Vitória                    | Bruno Pivetti           |
| Vitória                    | Eduardo Barroca         |
| Vitória                    | Mazola Júnior           |
| Vitória                    | Rodrigo Chagas          |

## Cobertura televisiva en Brasil
Equipos por grupo televisivo:
| Empresa     | Canales             | Clubes con derechos | Repartición por jornada                                                                                          |
| ----------- | ------------------- | ------------------- | --- |
| Grupo Globo | TV Globo (abierto)  | Cruzeiro            | Juegos más destacados del Cruzeiro. (Solo en Minas Gerais)                                                       |
| Grupo Globo | SporTV (tv de paga) | Todos los equipos.  | Cantidad variable de partidos por jornada (siempre con bloqueo en el estado al cual pertenezca el equipo local). |
| Grupo Globo | Premiere (PPV)      | Todos los equipos.  | Todos los partidos.                                                                                              |

## Clasificación
| Pos. | Equipo               | Pts. | PJ | G  | E  | P  | GF | GC | Dif. | Clasificación 2020-21  |
| ---- | -------------------- | ---- | -- | -- | -- | -- | -- | -- | ---- | ---------------------- |
| 1    | Chapecoense (C)      | 73   | 38 | 20 | 13 | 5  | 42 | 21 | +21  | Ascenso a Serie A 2021 |
| 2    | América Mineiro      | 73   | 38 | 20 | 13 | 5  | 43 | 23 | +20  | Ascenso a Serie A 2021 |
| 3    | Juventude            | 61   | 38 | 17 | 10 | 11 | 52 | 42 | +10  | Ascenso a Serie A 2021 |
| 4    | Cuiabá               | 61   | 38 | 17 | 10 | 11 | 48 | 40 | +8   | Ascenso a Serie A 2021 |
| 5    | CSA                  | 58   | 38 | 16 | 10 | 12 | 50 | 37 | +13  |                        |
| 6    | Sampaio Corrêa       | 57   | 38 | 17 | 6  | 15 | 50 | 38 | +12  |                        |
| 7    | Ponte Preta          | 57   | 38 | 16 | 9  | 13 | 54 | 49 | +5   |                        |
| 8    | Operário Ferroviário | 57   | 38 | 15 | 12 | 11 | 40 | 34 | +6   |                        |
| 9    | Avaí                 | 55   | 38 | 16 | 7  | 15 | 45 | 49 | −4   |                        |
| 10   | CRB                  | 52   | 38 | 15 | 7  | 16 | 48 | 47 | +1   |                        |
| 11   | Cruzeiro             | 49   | 38 | 14 | 13 | 11 | 39 | 32 | +7   |                        |
| 12   | Brasil de Pelotas    | 49   | 38 | 11 | 16 | 11 | 31 | 33 | −2   |                        |
| 13   | Guarani              | 48   | 38 | 13 | 9  | 16 | 41 | 48 | −7   |                        |
| 14   | Vitória              | 48   | 38 | 11 | 15 | 12 | 45 | 45 | 0    |                        |
| 15   | Confiança            | 46   | 38 | 12 | 10 | 16 | 38 | 46 | −8   |                        |
| 16   | Náutico              | 44   | 38 | 10 | 14 | 14 | 35 | 42 | −7   |                        |
| 17   | Figueirense (D)      | 39   | 38 | 9  | 12 | 17 | 35 | 49 | −14  | Descenso de categoría  |
| 18   | Paraná (D)           | 37   | 38 | 9  | 10 | 19 | 34 | 50 | −16  | Descenso de categoría  |
| 19   | Botafogo-SP (D)      | 34   | 38 | 8  | 10 | 20 | 26 | 39 | −13  | Descenso de categoría  |
| 20   | Oeste (D)            | 29   | 38 | 7  | 8  | 23 | 28 | 60 | −32  | Descenso de categoría  |

Actualizado a los partidos jugados el 29 de enero de 2021.
 Fuente: CBF
Notas:
1. ↑  Se le descontaron 6 puntos a Cruzeiro.

|                                 |
| Bandera de Brasil               |
| Campeón Chapecoense 1.er título |

- Antes del comienzo del campeonato, Cruzeiro, por decisión de la FIFA, comenzó el torneo con seis puntos menos. Esto se debe al hecho de que el club no pagó una deuda de préstamo al contratar un jugador.[3]

## Resultados

### Primera ronda
| Cuiabá                   | 0 - 0 | Brasil de Pelotas          | Arena Pantanal | 7 de agosto | 19:15 | SporTV   |
| Confiança                | 2 - 2 | Paraná                     | Batistão       | 7 de agosto | 21:30 | SporTV   |
| Juventude                | 2 - 1 | CRB                        | Alfredo Jaconi | 8 de agosto | 11:00 | SporTV   |
| Operário de Ponta Grossa | 3 - 1 | Figueirense                | Germano Krüger | 8 de agosto | 16:00 | Premiere |
| Cruzeiro                 | 2 - 1 | Botafogo de Ribeirão Preto | Mineirão       | 8 de agosto | 19:00 | SporTV   |
| Avaí                     | 3 - 1 | Náutico                    | Ressacada      | 8 de agosto | 19:00 | Premiere |
| Vitória                  | 1 - 0 | Sampaio Corrêa             | Barradão       | 8 de agosto | 19:00 | Premiere |
| CSA                      | 1 - 0 | Guarani                    | Rei Pelé       | 8 de agosto | 21:00 | Premiere |
| Ponte Preta              | 0 - 1 | América Mineiro            | Canindé        | 8 de agosto | 21:00 | SporTV   |
| Oeste                    | 0 - 0 | Chapecoense                | Arena Barueri  | 9 de agosto | 11:00 | SporTV   |

| Botafogo de Ribeirão Preto | 2 - 0 | Confiança                | Santa Cruz        | 11 de agosto   | 19:15 | Premiere |
| Sampaio Corrêa             | 0 - 1 | Juventude                | Castelão          | 11 de agosto   | 19:15 | Premiere |
| Brasil de Pelotas          | 1 - 1 | Ponte Preta              | Bento Freitas     | 11 de agosto   | 19:15 | SporTV   |
| Guarani                    | 2 - 3 | Cruzeiro                 | Brinco de Ouro    | 11 de agosto   | 20:30 | Premiere |
| Paraná                     | 1 - 0 | Avaí                     | Vila Capanema     | 11 de agosto   | 20:30 | Premiere |
| Náutico                    | 0 - 0 | Operário de Ponta Grossa | Aflitos           | 11 de agosto   | 21:30 | Premiere |
| Figueirense                | 0 - 0 | Vitória                  | Orlando Scarpelli | 11 de agosto   | 21:30 | SporTV   |
| América Mineiro            | 0 - 1 | Cuiabá                   | Independência     | 11 de agosto   | 21:30 | Premiere |
| CRB                        | 1 - 0 | Oeste                    | Rei Pelé          | 12 de agosto   | 17:00 | SporTV   |
| Chapecoense                | 0 - 0 | CSA                      | Arena Condá       | 3 de noviembre | 16:30 | SporTV   |

| América Mineiro            | 1 - 1 | Operário de Ponta Grossa | Independência     | 14 de agosto     | 19:15 | SporTV   |
| Ponte Preta                | 3 - 3 | Vitória                  | Moisés Lucarelli  | 14 de agosto     | 20:30 | Premiere |
| Paraná                     | 3 - 1 | Juventude                | Vila Capanema     | 14 de agosto     | 21:30 | SporTV   |
| Botafogo de Ribeirão Preto | 0 - 1 | Guarani                  | Santa Cruz        | 15 de agosto     | 11:00 | SporTV   |
| Brasil de Pelotas          | 1 - 1 | Oeste                    | Bento Freitas     | 15 de agosto     | 16:30 | Premiere |
| Náutico                    | 1 - 1 | CRB                      | Aflitos           | 15 de agosto     | 19:00 | SporTV   |
| Chapecoense                | 1 - 0 | Sampaio Corrêa           | Arena Condá       | 16 de agosto     | 11:00 | SporTV   |
| Figueirense                | 0 - 1 | Cruzeiro                 | Orlando Scarpelli | 16 de agosto     | 16:00 | TV Globo |
| Confiança                  | 2 - 2 | Avaí                     | Batistão          | 15 de septiembre | 19:15 | SporTV   |
| CSA                        | 1 - 2 | Cuiabá                   | Rei Pelé          | 16 de septiembre | 19:15 | Premiere |

| Juventude                | 0 - 0 | América Mineiro            | Alfredo Jaconi | 17 de agosto  | 20:00 | SporTV   |
| Avaí                     | 0 - 1 | Botafogo de Ribeirão Preto | Ressacada      | 18 de agosto  | 19:15 | SporTV   |
| Operário de Ponta Grossa | 3 - 0 | CSA                        | Germano Krüger | 18 de agosto  | 19:15 | Premiere |
| Oeste                    | 1 - 3 | Ponte Preta                | Canindé        | 18 de agosto  | 20:30 | Premiere |
| CRB                      | 1 - 0 | Brasil de Pelotas          | Rei Pelé       | 18 de agosto  | 21:30 | Premiere |
| Cuiabá                   | 1 - 0 | Confiança                  | Arena Pantanal | 18 de agosto  | 21:30 | Premiere |
| Guaraní                  | 1 - 2 | Paraná                     | Brinco de Ouro | 18 de agosto  | 21:30 | SporTV   |
| Vitória                  | 0 - 0 | Náutico                    | Barradão       | 19 de agosto  | 21:30 | SporTV   |
| Cruzeiro                 | 0 - 1 | Chapecoense                | Mineirão       | 20 de agosto  | 21:00 | SporTV   |
| Sampaio Corrêa           | 3 - 0 | Figueirense                | Castelão       | 14 de octubre | 16:00 | SporTV   |

| América Mineiro            | 2 - 1 | Oeste                    | Independência    | 21 de agosto   | 19:15 | SporTV   |
| Ponte Preta                | 2 - 1 | CSA                      | Moisés Lucarelli | 21 de agosto   | 21:30 | SporTV   |
| Avaí                       | 0 - 2 | Cuiabá                   | Ressacada        | 22 de agosto   | 11:00 | SporTV   |
| Náutico                    | 3 - 3 | Juventude                | Aflitos          | 22 de agosto   | 16:30 | SporTV   |
| Botafogo de Ribeirão Preto | 0 - 1 | Figueirense              | Santa Cruz       | 22 de agosto   | 16:30 | Premiere |
| CRB                        | 2 - 2 | Vitória                  | Rei Pelé         | 22 de agosto   | 19:00 | SporTV   |
| Paraná                     | 0 - 0 | Operário de Ponta Grossa | Vila Capanema    | 23 de agosto   | 11:00 | SporTV   |
| Confiança                  | 1 - 1 | Cruzeiro                 | Batistão         | 23 de agosto   | 18:00 | Premiere |
| Chapecoense                | 2 - 0 | Guarani                  | Arena Condá      | 24 de agosto   | 20:00 | SporTV   |
| Brasil de Pelotas          | 0 - 0 | Sampaio Corrêa           | Bento Freitas    | 3 de noviembre | 19:15 | Premiere |

| Oeste                    | 0 - 2 | Avaí                       | Canindé           | 28 de agosto | 19:15 | SporTV   |
| Cuiabá                   | 2 - 1 | Chapecoense                | Arena Pantanal    | 28 de agosto | 20:30 | Premiere |
| Guarani                  | 1 - 2 | Náutico                    | Brinco de Ouro    | 28 de agosto | 21:30 | SporTV   |
| Juventude                | 0 - 0 | Botafogo de Ribeirão Preto | Alfredo Jaconi    | 29 de agosto | 11:00 | SporTV   |
| Vitória                  | 1 - 0 | Paraná                     | Barradão          | 29 de agosto | 16:30 | SporTV   |
| Cruzeiro                 | 1 - 2 | América Mineiro            | Mineirão          | 29 de agosto | 19:00 | SporTV   |
| Figueirense              | 0 - 0 | Confiança                  | Orlando Scarpelli | 29 de agosto | 19:00 | Premiere |
| Sampaio Corrêa           | 1 - 2 | Ponte Preta                | Castelão          | 29 de agosto | 21:00 | SporTV   |
| CSA                      | 0 - 2 | CRB                        | Rei Pelé          | 30 de agosto | 19:00 | SporTV   |
| Operário de Ponta Grossa | 2 - 1 | Brasil de Pelotas          | Germano Krüger    | 30 de agosto | 19:00 | Premiere |

| Guarani                    | 1 - 1 | Oeste                    | Brinco de Ouro | 31 de agosto    | 20:00 | SporTV   |
| Botafogo de Ribeirão Preto | 1 - 1 | Cuiabá                   | Santa Cruz     | 1 de septiembre | 17:00 | Premiere |
| Paraná                     | 2 - 1 | Ponte Preta              | Vila Capanema  | 1 de septiembre | 19:15 | SporTV   |
| Chapecoense                | 1 - 0 | Juventude                | Arena Condá    | 1 de septiembre | 20:30 | Premiere |
| Confiança                  | 1 - 0 | Vitória                  | Batistão       | 1 de septiembre | 21:30 | Premiere |
| Náutico                    | 1 - 0 | Figueirense              | Aflitos        | 1 de septiembre | 21:30 | SporTV   |
| América Mineiro            | 2 - 1 | CSA                      | Independência  | 2 de septiembre | 16:30 | SporTV   |
| Avaí                       | 2 - 0 | Operário de Ponta Grossa | Ressacada      | 2 de septiembre | 16:30 | Premiere |
| CRB                        | 2 - 2 | Sampaio Corrêa           | Rei Pelé       | 2 de septiembre | 19:30 | Premiere |
| Brasil de Pelotas          | 1 - 0 | Cruzeiro                 | Bento Freitas  | 2 de septiembre | 21:30 | TV Globo |

| Figueirense              | 0 - 1 | Paraná                     | Orlando Scarpelli | 4 de septiembre | 19:15 | SporTV   |
| Ponte Preta              | 1 - 0 | Botafogo de Ribeirão Preto | Moisés Lucarelli  | 4 de septiembre | 21:30 | SporTV   |
| Oeste                    | 1 - 3 | Juventude                  | Arena Barueri     | 5 de septiembre | 11:00 | SporTV   |
| Vitória                  | 4 - 2 | Cuiabá                     | Barradão          | 5 de septiembre | 16:30 | SporTV   |
| CSA                      | 1 - 1 | Confiança                  | Rei Pelé          | 5 de septiembre | 16:30 | Premiere |
| Operário de Ponta Grossa | 1 - 2 | Guarani                    | Germano Krüger    | 5 de septiembre | 19:00 | Premiere |
| Sampaio Corrêa           | 1 - 0 | América Mineiro            | Castelão          | 5 de septiembre | 19:00 | SporTV   |
| Brasil de Pelotas        | 2 - 1 | Náutico                    | Bento Freitas     | 5 de septiembre | 21:00 | Premiere |
| Chapecoense              | 1 -0  | Avaí                       | Arena Condá       | 6 de septiembre | 11:00 | SporTV   |
| Cruzeiro                 | 1 - 1 | CRB                        | Mineirão          | 7 de septiembre | 20:00 | SporTV   |

| Juventude      | 3 – 1 | Confiança                  | Alfredo Jaconi | 8 de septiembre  | 19:15 | SporTV   |
| Cuiabá         | 0 – 0 | Figueirense                | Arena Pantanal | 8 de septiembre  | 21:30 | SporTV   |
| Paraná         | 0 - 1 | América Mineiro            | Vila Capanema  | 9 de septiembre  | 19:15 | SporTV   |
| Avaí           | 0 - 1 | Ponte Preta                | Ressacada      | 11 de septiembre | 19:15 | SporTV   |
| Cruzeiro       | 1 - 0 | Vitória                    | Mineirão       | 11 de septiembre | 21:30 | SporTV   |
| Guarani        | 0 - 0 | Brasil de Pelotas          | Brinco de Ouro | 12 de septiembre | 11:00 | SporTV   |
| Sampaio Corrêa | 0 - 1 | Operário de Ponta Grossa   | Castelão       | 12 de septiembre | 16:30 | Premiere |
| Náutico        | 3 - 1 | Botafogo de Ribeirão Preto | Aflitos        | 12 de septiembre | 19:00 | SporTV   |
| Oeste          | 2 - 1 | CSA                        | Arena Barueri  | 13 de septiembre | 11:00 | SporTV   |
| CRB            | 0 - 1 | Chapecoense                | Rei Pelé       | 14 de octubre    | 19:15 | Premiere |

| Paraná                     | 2 – 0 | CRB                      | Vila Capanema    | 14 de septiembre | 20:00 | SporTV   |
| Juventude                  | 1 – 1 | Vitória                  | Alfredo Jaconi   | 14 de septiembre | 20:00 | Premiere |
| Confiança                  | 1 – 0 | Guarani                  | Batistão         | 18 de septiembre | 19:15 | SporTV   |
| Náutico                    | 1 – 1 | Chapecoense              | Aflitos          | 18 de septiembre | 21:30 | SporTV   |
| América Mineiro            | 0 – 1 | Figueirense              | Independência    | 19 de septiembre | 16:30 | SporTV   |
| Ponte Preta                | 1 – 1 | Operário de Ponta Grossa | Moisés Lucarelli | 19 de septiembre | 19:00 | SporTV   |
| Cuiabá                     | 3 – 0 | Oeste                    | Arena Pantanal   | 19 de septiembre | 21:00 | Premiere |
| CSA                        | 3 – 1 | Cruzeiro                 | Rei Pelé         | 19 de septiembre | 21:00 | Premiere |
| Avaí                       | 2 – 5 | Sampaio Corrêa           | Ressacada        | 20 de septiembre | 11:00 | SporTV   |
| Botafogo de Ribeirão Preto | 0 – 1 | Brasil de Pelotas        | Santa Cruz       | 21 de septiembre | 20:00 | SporTV   |

| Operário de Ponta Grossa   | 1 – 1 | Cuiabá          | Germano Krüger    | 22 de septiembre | 20:00 | Premiere |
| Chapecoense                | 0 – 0 | América Mineiro | Arena Condá       | 25 de septiembre | 19:15 | SporTV   |
| Botafogo de Ribeirão Preto | 1 – 2 | CRB             | Santa Cruz        | 25 de septiembre | 19:15 | Premiere |
| Cruzeiro                   | 0 – 1 | Avaí            | Mineirão          | 25 de septiembre | 21:30 | SporTV   |
| Figueirense                | 2 – 2 | Guarani         | Orlando Scarpelli | 26 de septiembre | 11:00 | SporTV   |
| CSA                        | 3 – 2 | Juventude       | Rei Pelé          | 26 de septiembre | 16:00 | SporTV   |
| Vitória                    | 3 – 1 | Oeste           | Barradão          | 26 de septiembre | 16:30 | Premiere |
| Brasil de Pelotas          | 1 – 1 | Paraná          | Bento Freitas     | 26 de septiembre | 18:30 | SporTV   |
| Ponte Preta                | 2 - 1 | Confiança       | Moisés Lucarelli  | 27 de septiembre | 20:30 | SporTV   |
| Sampaio Corrêa             | 2 - 1 | Náutico         | Castelão          | 17 de noviembre  | 21:30 | Premiere |

| CRB       | 0 – 0 | América Mineiro            | Rei Pelé       | 28 de septiembre | 20:00 | SporTV   |
| Avaí      | 1 – 0 | Figueirense                | Ressacada      | 29 de septiembre | 19:15 | SporTV   |
| Juventude | 1 – 0 | Operário de Ponta Grossa   | Alfredo Jaconi | 29 de septiembre | 19:15 | Premiere |
| Vitória   | 0 – 1 | CSA                        | Barradão       | 29 de septiembre | 19:15 | Premiere |
| Oeste     | 0 – 1 | Botafogo de Ribeirão Preto | Arena Barueri  | 29 de septiembre | 20:30 | Premiere |
| Guarani   | 1 – 1 | Sampaio Corrêa             | Brinco de Ouro | 29 de septiembre | 21:30 | Premiere |
| Paraná    | 1 – 1 | Chapecoense                | Vila Capanema  | 29 de septiembre | 21:30 | SporTV   |
| Cuiabá    | 1 – 0 | Náutico                    | Arena Pantanal | 29 de septiembre | 22:30 | Premiere |
| Confiança | 1 – 1 | Brasil de Pelotas          | Batistão       | 30 de septiembre | 16:30 | Premiere |
| Cruzeiro  | 3 – 0 | Ponte Preta                | Mineirão       | 30 de septiembre | 19:15 | SporTV   |

| Figueirense                | 4 – 1 | Oeste       | Orlando Scarpelli | 2 de octubre | 16:30 | Premiere |
| CRB                        | 3 – 1 | Avaí        | Rei Pelé          | 2 de octubre | 19:15 | SporTV   |
| Operário de Ponta Grossa   | 1 – 1 | Vitória     | Germano Krüger    | 2 de octubre | 19:15 | Premiere |
| Botafogo de Ribeirao Preto | 1 – 0 | Paraná      | Santa Cruz        | 2 de octubre | 21:30 | SporTV   |
| América Mineiro            | 0 - 0 | Guarani     | Independência     | 3 de octubre | 11:00 | SporTV   |
| Náutico                    | 0 – 1 | Confiança   | Aflitos           | 3 de octubre | 16:00 | Premiere |
| Sampaio Corrêa             | 1 – 0 | CSA         | Castelão          | 3 de octubre | 16:30 | Premiere |
| Brasil de Pelotas          | 0 – 1 | Chapecoense | Bento Freitas     | 3 de octubre | 16:30 | SporTV   |
| Ponte Preta                | 1 – 3 | Juventude   | Moisés Lucarelli  | 3 de octubre | 19:00 | SporTV   |
| Cuiabá                     | 1 – 0 | Cruzeiro    | Arena Pantanal    | 3 de octubre | 22:00 | Premiere |

| Oeste       | 0 – 1 | Operário de Ponta Grossa   | Arena Barueri    | 5 de octubre | 20:00 | SporTV   |
| Chapecoense | 1 - 0 | Botafogo de Ribeirao Preto | Arena Condá      | 6 de octubre | 17:00 | SporTV   |
| Confiança   | 1 - 0 | CRB                        | Batistão         | 6 de octubre | 17:00 | Premiere |
| CSA         | 3 - 0 | Figueirense                | Rei Pelé         | 6 de octubre | 19:15 | Premiere |
| Paraná      | 0 - 0 | Náutico                    | Vila Capanema    | 6 de octubre | 19:15 | Premiere |
| Vitória     | 1 - 2 | América Mineiro            | Barradão         | 6 de octubre | 19:15 | Premiere |
| Avaí        | 2 – 1 | Brasil de Pelotas          | Ressacada        | 6 de octubre | 19:15 | Premiere |
| Juventude   | 1 - 1 | Cuiabá                     | Alfredo Jaconi   | 6 de octubre | 19:15 | SporTV   |
| Ponte Preta | 2 - 0 | Guarani                    | Moisés Lucarelli | 6 de octubre | 21:30 | SporTV   |
| Cruzeiro    | 1 - 2 | Sampaio Corrêa             | Mineirão         | 8 de octubre | 18:30 | SporTV   |

| Figueirense              | 0 - 0 | Chapecoense                | Orlando Scarpelli | 9 de octubre  | 16:00 | SporTV   |
| Operário de Ponta Grossa | 1 - 1 | Confiança                  | Germano Krüger    | 9 de octubre  | 16:30 | Premiere |
| Cuiabá                   | 2 - 1 | Ponte Preta                | Arena Pantanal    | 9 de octubre  | 18:30 | Premiere |
| América Mineiro          | 2 - 0 | Náutico                    | Independência     | 9 de octubre  | 19:15 | Premiere |
| Juventude                | 1 - 2 | Brasil de Pelotas          | Alfredo Jaconi    | 10 de octubre | 11:00 | SporTV   |
| Vitória                  | 1 - 2 | Avaí                       | Barradão          | 10 de octubre | 16:00 | SporTV   |
| Guarani                  | 3 - 1 | CRB                        | Brinco de Ouro    | 10 de octubre | 16:30 | SporTV   |
| CSA                      | 4 - 0 | Paraná                     | Rei Pelé          | 10 de octubre | 19:00 | SporTV   |
| Oeste                    | 0 - 0 | Cruzeiro                   | Arena Barueri     | 11 de octubre | 16:00 | TV Globo |
| Sampaio Corrêa           | 2 - 0 | Botafogo de Ribeirao Preto | Castelão          | 11 de octubre | 18:00 | Premiere |

| Náutico                    | 0 - 2 | Ponte Preta              | Aflitos        | 12 de octubre | 20:00 | SporTV   |
| Avaí                       | 1 - 1 | CSA                      | Ressacada      | 13 de octubre | 19:15 | SporTV   |
| Guarani                    | 2 - 0 | Cuiabá                   | Brinco de Ouro | 13 de octubre | 21:30 | SporTV   |
| Botafogo de Ribeirão Preto | 1 - 2 | América Mineiro          | Santa Cruz     | 16 de octubre | 19:15 | SporTV   |
| Cruzeiro                   | 0 - 0 | Juventude                | Mineirão       | 16 de octubre | 21:30 | SporTV   |
| Chapecoense                | 1 - 1 | Vitória                  | Arena Condá    | 17 de octubre | 16:00 | SporTV   |
| Confiança                  | 3 - 1 | Oeste                    | Batistão       | 17 de octubre | 16:30 | Premiere |
| CRB                        | 4 - 1 | Operário de Ponta Grossa | Rei Pelé       | 17 de octubre | 18:30 | Premiere |
| Brasil de Pelotas          | 0 - 0 | Figueirense              | Bento Freitas  | 17 de octubre | 18:30 | SporTV   |
| Paraná                     | 0 - 0 | Sampaio Corrêa           | Vila Capanema  | 18 de octubre | 20:30 | SporTV   |

| América Mineiro          | 3 - 1 | Brasil de Pelotas          | Independência     | 20 de octubre | 16:30 | SporTV   |
| Juventude                | 3 - 0 | Avaí                       | Alfredo Jaconi    | 20 de octubre | 19:15 | SporTV   |
| Oeste                    | 0 - 1 | Náutico                    | Arena Barueri     | 20 de octubre | 19:15 | Premiere |
| CSA                      | 1 - 0 | Botafogo de Ribeirão Preto | Rei Pelé          | 20 de octubre | 19:15 | Premiere |
| Operário de Ponta Grossa | 0 - 1 | Cruzeiro                   | Germano Krüger    | 20 de octubre | 21:30 | Premiere |
| Ponte Preta              | 0 - 5 | Chapecoense                | Moisés Lucarelli  | 20 de octubre | 21:30 | SporTV   |
| Figueirense              | 2 - 0 | CRB                        | Orlando Scarpelli | 21 de octubre | 16:30 | SporTV   |
| Cuiabá                   | 3 - 3 | Paraná                     | Arena Pantanal    | 21 de octubre | 19:00 | SporTV   |
| Sampaio Corrêa           | 1 - 3 | Confiança                  | Castelão          | 21 de octubre | 19:00 | Premiere |
| Vitória                  | 1 - 1 | Guarani                    | Barradão          | 22 de octubre | 21:30 | SporTV   |

| Brasil de Pelotas          | 1 - 1 | CSA                      | Bento Freitas  | 23 de octubre | 19:15 | SporTV   |
| Chapecoense                | 1 - 0 | Operário de Ponta Grossa | Arena Condá    | 23 de octubre | 21:30 | SporTV   |
| CRB                        | 1 - 0 | Ponte Preta              | Rei Pelé       | 24 de octubre | 16:00 | SporTV   |
| Sampaio Corrêa             | 3 - 0 | Cuiabá                   | Castelão       | 24 de octubre | 18:30 | Premiere |
| América Mineiro            | 2 - 1 | Confiança                | Independência  | 24 de octubre | 21:00 | SporTV   |
| Náutico                    | 1 – 1 | Cruzeiro                 | Aflitos        | 25 de octubre | 16:00 | TV Globo |
| Figueirense                | 1 – 1 | Juventude                | Alfredo Jaconi | 25 de octubre | 18:30 | SporTV   |
| Guarani                    | 2 - 1 | Avaí                     | Brinco de Ouro | 25 de octubre | 18:30 | Premiere |
| Botafogo de Ribeirão Preto | 2 - 1 | Vitória                  | Santa Cruz     | 25 de octubre | 20:30 | Premiere |
| Paraná                     | 4 - 0 | Oeste                    | Vila Capanema  | 25 de octubre | 20:00 | SporTV   |

| Vitória                  | 0 - 0 | Brasil de Pelotas          | Barradão         | 30 de octubre  | 19:15 | Premiere |
| Cruzeiro                 | 2 - 0 | Paraná                     | Mineirão         | 30 de octubre  | 21:30 | SporTV   |
| Confiança                | 0 - 2 | Chapecoense                | Batistão         | 31 de octubre  | 16:30 | SporTV   |
| Oeste                    | 0 - 3 | Sampaio Corrêa             | Arena Barueri    | 31 de octubre  | 16:30 | Premiere |
| Operário de Ponta Grossa | 0 - 0 | Botafogo de Ribeirão Preto | Germano Krüger   | 31 de octubre  | 19:00 | Premiere |
| Avaí                     | 1 - 0 | América Mineiro            | Ressacada        | 31 de octubre  | 19:00 | SporTV   |
| CSA                      | 3 - 1 | Náutico                    | Rei Pelé         | 31 de octubre  | 21:00 | Premiere |
| Cuiabá                   | 3 - 0 | CRB                        | Arena Pantanal   | 31 de octubre  | 22:00 | Premiere |
| Juventude                | 1 - 0 | Guarani                    | Alfredo Jaconi   | 1 de noviembre | 18:15 | SporTV   |
| Ponte Preta              | 2 - 1 | Figueirense                | Moisés Lucarelli | 2 de noviembre | 17:00 | SporTV   |

### Segunda vuelta
| Botafogo de Ribeirao Preto | 0 - 1 | Cruzeiro                 | Santa Cruz        | 6 de noviembre | 19:15 | Premiere |
| Guarani                    | 2 - 1 | CSA                      | Brinco de Ouro    | 6 de noviembre | 19:15 | Premiere |
| Náutico                    | 2 - 2 | Avaí                     | Aflitos           | 6 de noviembre | 19:15 | SporTV   |
| Paraná                     | 1 - 1 | Confiança                | Vila Capanema     | 6 de noviembre | 21:30 | SporTV   |
| Brasil de Pelotas          | 3 - 0 | Cuiabá                   | Bento Freitas     | 7 de noviembre | 16:00 | SporTV   |
| Figueirense                | 0 - 1 | Operário de Ponta Grossa | Orlando Scarpelli | 7 de noviembre | 16:30 | Premiere |
| América Mineiro            | 1 - 1 | Ponte Preta              | Independência     | 7 de noviembre | 18:30 | SporTV   |
| Chapecoense                | 0 - 0 | Oeste                    | Arena Condá       | 7 de noviembre | 21:00 | Premiere |
| Sampaio Corrêa             | 2 - 1 | Vitória                  | Castelão          | 8 de noviembre | 16:00 | TV Globo |
| CRB                        | 0 - 1 | Juventude                | Rei Pelé          | 8 de noviembre | 18:30 | Premiere |

| Cruzeiro                 | 3 - 3 | Guarani                    | Mineirão         | 9 de noviembre  | 20:00 | SporTV   |
| CSA                      | 0 - 1 | Chapecoense                | Rei Pelé         | 10 de noviembre | 19:15 | SporTV   |
| Confiança                | 1 - 0 | Botafogo de Ribeirao Preto | Batistão         | 10 de noviembre | 21:30 | SporTV   |
| Vitória                  | 3 - 0 | Figueirense                | Barradão         | 12 de noviembre | 21:30 | Premiere |
| Ponte Preta              | 1 - 1 | Brasil de Pelotas          | Moisés Lucarelli | 13 de noviembre | 16:00 | SporTV   |
| Operário de Ponta Grossa | 3 - 1 | Náutico                    | Germano Krüger   | 13 de noviembre | 16:30 | Premiere |
| Avaí                     | 2 - 1 | Paraná                     | Ressacada        | 13 de noviembre | 18:30 | SporTV   |
| Oeste                    | 1 - 2 | CRB                        | Arena Barueri    | 13 de noviembre | 19:15 | Premiere |
| Juventude                | 2 - 3 | Sampaio Corrêa             | Alfredo Jaconi   | 14 de noviembre | 19:00 | SporTV   |
| Cuiabá                   | 0 - 0 | América Mineiro            | Arena Pantanal   | 14 de noviembre | 21:30 | SporTV   |

| Avaí                     | 1 - 0 | Confiança                  | Ressacada      | 20 de noviembre | 16:30 | Premiere |
| Vitória                  | 0 - 0 | Ponte Preta                | Barradão       | 20 de noviembre | 16:30 | SporTV   |
| Juventude                | 5 - 0 | Paraná                     | Alfredo Jaconi | 20 de noviembre | 19:15 | SporTV   |
| Sampaio Corrêa           | 1 - 3 | Chapecoense                | Castelão       | 20 de noviembre | 19:15 | Premiere |
| Guarani                  | 2 - 1 | Botafogo de Ribeirao Preto | Brinco de Ouro | 20 de noviembre | 19:15 | Premiere |
| Cruzeiro                 | 1 - 1 | Figueirense                | Mineirão       | 20 de noviembre | 21:30 | SporTV   |
| Operário de Ponta Grossa | 0 - 1 | América Mineiro            | Germano Krüger | 21 de noviembre | 16:30 | SporTV   |
| Oeste                    | 2 - 1 | Brasil de Pelotas          | Arena Barueri  | 21 de noviembre | 16:30 | Premiere |
| CRB                      | 2 - 1 | Náutico                    | Rei Pelé       | 21 de noviembre | 19:00 | Premiere |
| Cuiabá                   | 0 - 1 | CSA                        | Arena Pantanal | 21 de noviembre | 19:00 | SporTV   |

| Figueirense                | 1 - 2 | Sampaio Corrêa           | Orlando Scarpelli | 23 de noviembre | 17:30 | SporTV   |
| Botafogo de Ribeirao Preto | 0 - 1 | Avaí                     | Santa Cruz        | 23 de noviembre | 20:00 | Premiere |
| Paraná                     | 1 - 2 | Guarani                  | Durival de Britto | 24 de noviembre | 16:30 | Premiere |
| CSA                        | 1 - 0 | Operário de Ponta Grossa | Rei Pelé          | 24 de noviembre | 19:15 | Premiere |
| Ponte Preta                | 1 - 0 | Oeste                    | Moisés Lucarelli  | 24 de noviembre | 19:15 | Premiere |
| Confiança                  | 2 - 0 | Cuiabá                   | Batistão          | 24 de noviembre | 19:15 | SporTV   |
| América Mineiro            | 2 - 1 | Juventude                | Independência     | 24 de noviembre | 21:30 | SporTV   |
| Chapecoense                | 0 - 1 | Cruzeiro                 | Arena Condá       | 24 de noviembre | 21:30 | Premiere |
| Brasil de Pelotas          | 2 - 1 | CRB                      | Bento Freitas     | 24 de noviembre | 21:30 | Premiere |
| Náutico                    | 0 - 0 | Vitória                  | Aflitos           | 25 de noviembre | 19:00 | SporTV   |

| Figueirense              | 0 - 0 | Botafogo de Ribeirao Preto | Orlando Scarpelli | 26 de noviembre | 21:30 | SporTV   |
| Oeste                    | 1 - 1 | América Mineiro            | Arena Barueri     | 27 de noviembre | 19:15 | SporTV   |
| Operário de Ponta Grossa | 1 - 0 | Paraná                     | Germano Krüger    | 27 de noviembre | 19:15 | Premiere |
| Sampaio Corrêa           | 0 - 1 | Brasil de Pelotas          | Castelão          | 27 de noviembre | 19:15 | Premiere |
| Cruzeiro                 | 1 - 2 | Confiança                  | Mineirão          | 27 de noviembre | 21:30 | SporTV   |
| Cuiabá                   | 2 - 1 | Avaí                       | Arena Pantanal    | 27 de noviembre | 22:30 | Premiere |
| CSA                      | 2 - 1 | Ponte Preta                | Rei Pelé          | 28 de noviembre | 16:00 | SporTV   |
| Vitória                  | 2 - 1 | CRB                        | Barradão          | 28 de noviembre | 18:30 | SporTV   |
| Guarani                  | 2 - 0 | Chapecoense                | Brinco de Ouro    | 28 de noviembre | 21:00 | SporTV   |
| Juventude                | 1 - 0 | Náutico                    | Alfredo Jaconi    | 28 de noviembre | 21:00 | SporTV   |

| Brasil de Pelotas          | 0 - 0 | Operário de Ponta Grossa | Bento Freitas     | 30 de noviembre | 17:00 | Premiere |
| Avaí                       | 0 - 3 | Oeste                    | Ressacada         | 30 de noviembre | 20:00 | Premiere |
| Náutico                    | 2 - 0 | Guarani                  | Aflitos           | 1 de diciembre  | 19:15 | Premiere |
| Confiança                  | 1 - 1 | Figueirense              | Batistão          | 1 de diciembre  | 19:15 | Premiere |
| CRB                        | 0 - 0 | CSA                      | Rei Pelé          | 1 de diciembre  | 19:15 | SporTV   |
| Chapecoense                | 1 - 0 | Cuiabá                   | Arena Condá       | 1 de diciembre  | 21:30 | SporTV   |
| Paraná                     | 1 - 4 | Vitória                  | Durival de Britto | 1 de diciembre  | 21:30 | Premiere |
| Ponte Preta                | 1 - 1 | Sampaio Corrêa           | Moisés Lucarelli  | 1 de diciembre  | 21:30 | Premiere |
| Botafogo de Ribeirao Preto | 1 - 1 | Juventude                | Santa Cruz        | 2 de diciembre  | 19:00 | SporTV   |
| América Mineiro            | 1 - 2 | Cruzeiro                 | Independência     | 2 de diciembre  | 21:30 | TV Globo |

| Operário de Ponta Grossa | 1 - 1 | Avaí                       | Germano Krüger    | 3 de diciembre | 21:30 | SporTV   |
| Oeste                    | 0 - 1 | Guarani                    | Arena Barueri     | 4 de diciembre | 16:00 | SporTV   |
| Vitória                  | 2 - 3 | Confiança                  | Barradão          | 4 de diciembre | 19:15 | SporTV   |
| Ponte Preta              | 2 - 1 | Paraná                     | Moisés Lucarelli  | 4 de diciembre | 21:30 | SporTV   |
| Juventude                | 1 - 1 | Chapecoense                | Alfredo Jaconi    | 5 de diciembre | 16:00 | SporTV   |
| CSA                      | 0 - 1 | América Mineiro            | Rei Pelé          | 5 de diciembre | 18:30 | SporTV   |
| Sampaio Corrêa           | 3 - 0 | CRB                        | Castelão          | 5 de diciembre | 19:00 | Premiere |
| Cruzeiro                 | 4 - 1 | Brasil de Pelotas          | Mineirão          | 5 de diciembre | 21:00 | SporTV   |
| Cuiabá                   | 2 - 0 | Botafogo de Ribeirao Preto | Arena Pantanal    | 5 de diciembre | 22:00 | Premiere |
| Figueirense              | 2 - 0 | Náutico                    | Orlando Scarpelli | 6 de diciembre | 18:15 | SporTV   |

| Juventude                  | 2 - 2 | Oeste                    | Alfredo Jaconi    | 8 de diciembre  | 16:00 | SporTV   |
| Guarani                    | 3 - 0 | Operário de Ponta Grossa | Brinco de Ouro    | 8 de diciembre  | 16:30 | Premiere |
| Botafogo de Ribeirao Preto | 2 - 1 | Ponte Preta              | Santa Cruz        | 8 de diciembre  | 19:15 | Premiere |
| América Mineiro            | 2 - 1 | Sampaio Corrêa           | Independência     | 8 de diciembre  | 19:15 | SporTV   |
| Avaí                       | 0 - 2 | Chapecoense              | Ressacada         | 8 de diciembre  | 21:30 | SporTV   |
| CRB                        | 0 - 0 | Cruzeiro                 | Rei Pelé          | 8 de diciembre  | 21:30 | Premiere |
| Cuiabá                     | 3 - 3 | Vitória                  | Arena Pantanal    | 8 de diciembre  | 21:30 | Premiere |
| Confiança                  | 1 - 5 | CSA                      | Batistão          | 8 de diciembre  | 21:30 | Premiere |
| Paraná                     | 0 - 2 | Figueirense              | Durival de Britto | 9 de diciembre  | 19:15 | SporTV   |
| Náutico                    | 1 - 0 | Brasil de Pelotas        | Aflitos           | 10 de diciembre | 21:30 | SporTV   |

| Operário de Ponta Grossa   | 1 - 1 | Sampaio Corrêa | Germano Krüger    | 11 de diciembre | 16:00 | SporTV   |
| Ponte Preta                | 1 - 2 | Avaí           | Moisés Lucarelli  | 11 de diciembre | 19:15 | SporTV   |
| CSA                        | 2 - 1 | Oeste          | Rei Pelé          | 11 de diciembre | 19:15 | Premiere |
| Vitória                    | 0 - 1 | Cruzeiro       | Barradão          | 11 de diciembre | 21:30 | SporTV   |
| Figueirense                | 1 - 0 | Cuiabá         | Orlando Scarpelli | 12 de diciembre | 16:00 | SporTV   |
| América Mineiro            | 1 - 0 | Paraná         | Independência     | 12 de diciembre | 18:30 | SporTV   |
| Confiança                  | 0 - 1 | Juventude      | Batistão          | 12 de diciembre | 19:00 | Premiere |
| Chapecoense                | 3 - 2 | CRB            | Arena Condá       | 12 de diciembre | 21:00 | Premiere |
| Botafogo de Ribeirao Preto | 1 - 1 | Náutico        | Santa Cruz        | 13 de diciembre | 18:15 | Premiere |
| Brasil de Pelotas          | 3 - 1 | Guarani        | Bento Freitas     | 13 de diciembre | 20:30 | Premiere |

| Operário de Ponta Grossa | 1 - 0 | Ponte Preta                | Germano Krüger    | 14 de diciembre | 20:00 | SporTV   |
| Oeste                    | 0 - 2 | Cuiabá                     | Arena Barueri     | 15 de diciembre | 16:00 | SporTV   |
| Sampaio Corrêa           | 0 - 1 | Avaí                       | Castelão          | 15 de diciembre | 19:15 | SporTV   |
| Vitória                  | 1 - 0 | Juventude                  | Barradão          | 15 de diciembre | 21:30 | SporTV   |
| Cruzeiro                 | 1 - 1 | CSA                        | Independência     | 15 de diciembre | 21:30 | Premiere |
| Brasil de Pelotas        | 0 - 0 | Botafogo de Ribeirao Preto | Bento Freitas     | 16 de diciembre | 16:30 | Premiere |
| Guarani                  | 1 - 0 | Confiança                  | Brinco de Ouro    | 16 de diciembre | 19:15 | Premiere |
| Chapecoense              | 0 - 0 | Náutico                    | Arena Condá       | 16 de diciembre | 19:15 | SporTV   |
| Figueirense              | 1 - 2 | América Mineiro            | Orlando Scarpelli | 17 de diciembre | 19:15 | SporTV   |
| CRB                      | 0 - 2 | Paraná                     | Rei Pelé          | 17 de diciembre | 21:30 | SporTV   |

| Oeste           | 2 - 1 | Vitória                    | Arena Barueri     | 18 de diciembre | 16:00 | SporTV   |
| Juventude       | 1 - 0 | CSA                        | Alfredo Jaconi    | 18 de diciembre | 18:00 | SporTV   |
| Avaí            | 1 - 1 | Cruzeiro                   | Ressacada         | 18 de diciembre | 20:15 | SporTV   |
| Cuiabá          | 2 - 0 | Operário de Ponta Grossa   | Arena Pantanal    | 18 de diciembre | 22:30 | SporTV   |
| Náutico         | 1 - 0 | Sampaio Corrêa             | Aflitos           | 19 de diciembre | 18:30 | SporTV   |
| Confiança       | 1 - 2 | Ponte Preta                | Batistão          | 19 de diciembre | 19:00 | SporTV   |
| América Mineiro | 2 - 2 | Chapecoense                | Independência     | 20 de diciembre | 16:00 | TV Globo |
| Guarani         | 2 - 2 | Figueirense                | Brinco de Ouro    | 20 de diciembre | 18:15 | Premiere |
| CRB             | 1 - 0 | Botafogo de Ribeirao Preto | Rei Pelé          | 20 de diciembre | 18:15 | Premiere |
| Paraná          | 0 - 1 | Brasil de Pelotas          | Durival de Britto | 21 de diciembre | 17:30 | SporTV   |

| Operário de Ponta Grossa   | 3 - 0 | Juventude | Germano Krüger    | 22 de diciembre | 16:00 | SporTV   |
| CSA                        | 3 - 0 | Vitória   | Rei Pelé          | 22 de diciembre | 19:15 | SporTV   |
| Náutico                    | 2 - 0 | Cuiabá    | Aflitos           | 22 de diciembre | 21:30 | SporTV   |
| Ponte Preta                | 2 - 1 | Cruzeiro  | Moisés Lucarelli  | 22 de diciembre | 21:30 | Premiere |
| Sampaio Corrêa             | 0 - 1 | Guarani   | Castelão          | 23 de diciembre | 19:15 | Premiere |
| Botafogo de Ribeirão Preto | 1 - 1 | Oeste     | Santa Cruz        | 23 de diciembre | 19:15 | Premiere |
| Figueirense                | 2 - 0 | Avaí      | Orlando Scarpelli | 26 de diciembre | 16:00 | SporTV   |
| América Mineiro            | 1 - 0 | CRB       | Independência     | 26 de diciembre | 18:30 | SporTV   |
| Brasil de Pelotas          | 1 - 0 | Confiança | Bento Freitas     | 28 de diciembre | 17:00 | SporTV   |
| Chapecoense                | 2 - 0 | Paraná    | Arena Condá       | 28 de diciembre | 20:00 | SporTV   |

| Avaí        | 0 - 1 | CRB                        | Ressacada         | 29 de diciembre | 19:15 | SporTV |
| Cruzeiro    | 0 - 0 | Cuiabá                     | Independência     | 29 de diciembre | 21:30 | SporTV |
| Juventude   | 2 - 1 | Ponte Preta                | Alfredo Jaconi    | 30 de diciembre | 16:00 | SporTV |
| CSA         | 2 - 1 | Sampaio Corrêa             | Rei Pelé          | 2 de enero      | 16:30 | SporTV |
| Oeste       | 2 - 1 | Figueirense                | Arena Barueri     | 2 de enero      | 18:45 | SporTV |
| Guarani     | 0 - 1 | América Mineiro            | Brinco de Ouro    | 2 de enero      | 21:00 | SporTV |
| Chapecoense | 0 - 0 | Brasil de Pelotas          | Arena Condá       | 3 de enero      | 16:00 | SporTV |
| Vitória     | 1 - 1 | Operário de Ponta Grossa   | Barradão          | 3 de enero      | 18:15 | SporTV |
| Paraná      | 1 - 1 | Botafogo de Ribeirão Preto | Durival de Britto | 4 de enero      | 17:00 | SporTV |
| Confiança   | 2 - 0 | Náutico                    | Batistão          | 4 de enero      | 20:00 | SporTV |

| Guarani                    | 1 - 1 | Ponte Preta | Brinco de Ouro    | 5 de enero | 19:15 | SporTV   |
| Cuiabá                     | 1 - 0 | Juventude   | Arena Pantanal    | 5 de enero | 21:30 | SporTV   |
| Brasil de Pelotas          | 0 - 1 | Avaí        | Bento Freitas     | 8 de enero | 16:00 | SporTV   |
| Náutico                    | 2 - 1 | Paraná      | Aflitos           | 8 de enero | 19:15 | SporTV   |
| Operário de Ponta Grossa   | 2 - 0 | Oeste       | Germano Krüger    | 8 de enero | 19:15 | Premiere |
| CRB                        | 2 - 0 | Confiança   | Rei Pelé          | 8 de enero | 19:15 | Premiere |
| Figueirense                | 0 - 0 | CSA         | Orlando Scarpelli | 8 de enero | 21:30 | SporTV   |
| Sampaio Corrêa             | 0 - 1 | Cruzeiro    | Castelão          | 8 de enero | 21:30 | SporTV   |
| América Mineiro            | 4 - 0 | Vitória     | Independência     | 9 de enero | 19:00 | SporTV   |
| Botafogo de Ribeirão Preto | 3 - 0 | Chapecoense | Santa Cruz        | 9 de enero | 21:00 | SporTV   |

| Ponte Preta                | 2 - 2 | Cuiabá                   | Moisés Lucarelli  | 11 de enero | 17:30 | SporTV   |
| Confiança                  | 1 - 2 | Operário de Ponta Grossa | Batistão          | 11 de enero | 20:00 | Premiere |
| CRB                        | 2 - 0 | Guarani                  | Rei Pelé          | 11 de enero | 20:00 | Premiere |
| Botafogo de Ribeirão Preto | 2 - 1 | Sampaio Corrêa           | Santa Cruz        | 12 de enero | 19:15 | Premiere |
| Paraná                     | 2 - 0 | CSA                      | Durival de Britto | 12 de enero | 19:15 | Premiere |
| Brasil de Pelotas          | 2 - 1 | Juventude                | Bento Freitas     | 12 de enero | 19:15 | Premiere |
| Náutico                    | 0 - 0 | América Mineiro          | Aflitos           | 12 de enero | 19:15 | SporTV   |
| Chapecoense                | 2 - 1 | Figueirense              | Arena Condá       | 12 de enero | 21:30 | SporTV   |
| Avaí                       | 2 - 2 | Vitória                  | Ressacada         | 13 de enero | 19:00 | SporTV   |
| Cruzeiro                   | 0 - 1 | Oeste                    | Independência     | 13 de enero | 21:30 | TV Globo |

| Operário de Ponta Grossa | 3 - 2 | CRB                        | Germano Krüger    | 14 de enero | 19:15 | SporTV   |
| Cuiabá                   | 4 - 0 | Guarani                    | Arena Pantanal    | 14 de enero | 21:30 | SporTV   |
| Figueirense              | 3 - 0 | Brasil de Pelotas          | Orlando Scarpelli | 15 de enero | 17:30 | Premiere |
| Sampaio Corrêa           | 2 - 1 | Paraná                     | Castelão          | 15 de enero | 19:15 | SporTV   |
| América Mineiro          | 1 - 1 | Botafogo de Ribeirão Preto | Independência     | 15 de enero | 21:30 | SporTV   |
| CSA                      | 1 - 1 | Avaí                       | Rei Pelé          | 16 de enero | 16:30 | SporTV   |
| Juventude                | 1 - 0 | Cruzeiro                   | Alfredo Jaconi    | 16 de enero | 19:00 | SporTV   |
| Oeste                    | 0 - 1 | Confiança                  | Arena Barueri     | 16 de enero | 21:00 | Premiere |
| Vitória                  | 0 - 0 | Chapecoense                | Barradão          | 17 de enero | 16:00 | TV Globo |
| Ponte Preta              | 2 - 0 | Náutico                    | Moisés Lucarelli  | 17 de enero | 16:00 | TV Globo |

| Brasil de Pelotas          | 0 - 0 | América Mineiro          | Bento Freitas     | 19 de enero | 16:00 | SporTV   |
| Botafogo de Ribeirão Preto | 1 - 3 | CSA                      | Santa Cruz        | 19 de enero | 19:15 | Premiere |
| Confiança                  | 0 - 1 | Sampaio Corrêa           | Batistão          | 19 de enero | 19:15 | Premiere |
| CRB                        | 5 - 1 | Figueirense              | Rei Pelé          | 19 de enero | 19:15 | Premiere |
| Avaí                       | 5 - 2 | Juventude                | Ressacada         | 19 de enero | 19:15 | SporTV   |
| Paraná                     | 0 - 2 | Cuiabá                   | Durival de Britto | 19 de enero | 21:30 | SporTV   |
| Guarani                    | 1 - 2 | Vitória                  | Brinco de Ouro    | 20 de enero | 16:00 | Premiere |
| Náutico                    | 4 - 1 | Oeste                    | Aflitos           | 20 de enero | 19:15 | Premiere |
| Cruzeiro                   | 2 - 1 | Operário de Ponta Grossa | Independência     | 20 de enero | 21:30 | TV Globo |
| Chapecoense                | 1 - 0 | Ponte Preta              | Arena Condá       | 21 de enero | 17:45 | SporTV   |

| Juventude                | 2 - 1 | Figueirense                | Alfredo Jaconi   | 22 de enero | 16:00 | SporTV   |
| CSA                      | 1 - 1 | Brasil de Pelotas          | Rei Pelé         | 22 de enero | 19:15 | SporTV   |
| Cuiabá                   | 1 - 3 | Sampaio Corrêa             | Arena Pantanal   | 22 de enero | 21:30 | SporTV   |
| Confiança                | 0 - 0 | América Mineiro            | Batistão         | 23 de enero | 16:15 | SporTV   |
| Avaí                     | 2 - 1 | Guarani                    | Ressacada        | 23 de enero | 18:30 | SporTV   |
| Cruzeiro                 | 0 - 0 | Náutico                    | Independência    | 24 de enero | 16:00 | TV Globo |
| Ponte Preta              | 3 - 1 | CRB                        | Moisés Lucarelli | 24 de enero | 18:15 | Premiere |
| Operário de Ponta Grossa | 2 - 0 | Chapecoense                | Germano Krüger   | 25 de enero | 17:00 | SporTV   |
| Oeste                    | 1 - 0 | Paraná                     | Arena Barueri    | 26 de enero | 19:15 | SporTV   |
| Vitória                  | 1 - 0 | Botafogo de Ribeirão Preto | Barradão         | 26 de enero | 21:30 | SporTV   |

| Figueirense                | 2 - 7 | Ponte Preta              | Orlando Scarpelli | 29 de enero | 16:00 | Premiere |
| Sampaio Corrêa             | 1 - 0 | Oeste                    | Castelão          | 29 de enero | 17:00 | Premiere |
| Botafogo de Ribeirão Preto | 0 - 1 | Operário de Ponta Grossa | Santa Cruz        | 29 de enero | 19:15 | Premiere |
| CRB                        | 4 - 1 | Cuiabá                   | Rei Pelé          | 29 de enero | 19:15 | Premiere |
| Guarani                    | 0 - 1 | Juventude                | Brinco de Ouro    | 29 de enero | 21:30 | SporTV   |
| América Mineiro            | 2 - 1 | Avaí                     | Independência     | 29 de enero | 21:30 | SporTV   |
| Náutico                    | 1 - 1 | CSA                      | Aflitos           | 29 de enero | 21:30 | Premiere |
| Chapecoense                | 3 - 1 | Confiança                | Arena Condá       | 29 de enero | 21:30 | Premiere |
| Paraná                     | 0 - 0 | Cruzeiro                 | Durival de Britto | 29 de enero | 21:30 | Premiere |
| Brasil de Pelotas          | 0 - 1 | Vitória                  | Bento Freitas     | 29 de enero | 21:30 | Premiere |

## Goleadores
- Actualizado el 29 de enero de 2021.

| Jugador       | Equipo         | Goles |
| ------------- | -------------- | ----- |
| Caio Dantas   | Sampaio Corrêa | 17    |
| Léo Ceará     | Vitória        | 16    |
| Paulo Sérgio  | CSA            | 10    |
| Anselmo Ramon | Chapecoense    | 10    |
| Reis          | Confiança      | 10    |